# Centro de la Naturaleza y Jardín Botánico de Corpus Christi

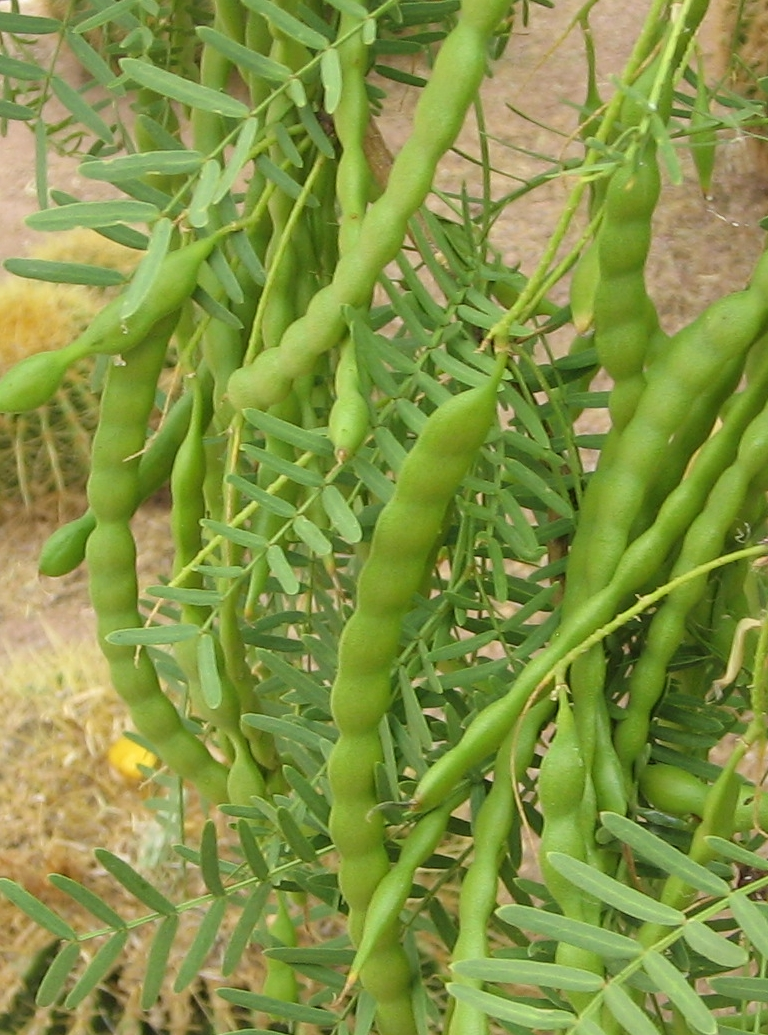
Frutos de Prosopis glandulosa mezquite nativo de la zona oeste de Texas.

El Centro de la Naturaleza y Jardín Botánico de Corpus Christi (en inglés : Corpus Christi Botanical Gardens and Nature Center o también conocido como South Texas Botanical Gardens and Nature Center) es un "Centro de Naturaleza" y jardín botánico de 180 acres de extensión, especializado en plantas nativas de Texas. Es de administración privada sin ánimo de lucro por la « The Botanical Nature Institute of South Texas, Inc. ». Se ubica en la proximidad de Corpus Christi, Texas, Estados Unidos.

## Localización
Se encuentra situado a lo largo del "Oso Creek" un afluente de la Oso Bay del lado sur de Corpus Christi.
South Texas Botanical Gardens and Nature Center, 8545 South Staples Corpus Christi, Nueces County, Texas TX 78413, United States of America-Estados Unidos de América.
El jardín está abierto todos los días del año excepto los lunes y se cobra una tarifa de entrada.

## Historia
Los jardines fueron diseñados en 1987 cuando en Corpus Christi fue abierto un primer jardín de casa de campo y senda de naturaleza de 1 acre de extensión, gracias a la iniciativa de un pequeño grupo de ciudadanos con inquietudes hortícolas. 
Los jardines existentes en la actualidad fueron abiertos en 1996 en un emplazamiento diferente, y se han estado desarrollando continuamente desde entonces.

## Colecciones
Entre sus colecciones son de destacar: 
- Jardín árido;
- Invernadero con bromelias, cycas, cactus, y suculentas;
- Jardín de hibiscus;
- Jardín de colibrís;
- Jardín paisajista con lechos de exhibición;
- Casa de las orquídeas con más de 3.000 ejemplares;
- Colección de plumeria con unas 100 variedades;
- Rosaleda de rosas contemporáneas con un gran pabellón;
- Jardín de los sentidos;
- Jardín ahorrador de agua.

También hay un sendero natural de mezquite a lo largo de 30 acres (120.000 m²) de zona arbustiva. Aquí podemos encontrar unas 35 especies de árboles, arbustos, plantas herbáceas, hierbas, y cactus, además de venados, pecaris, y coyotes.